# 阿卜杜勒卡德尔·安萨里

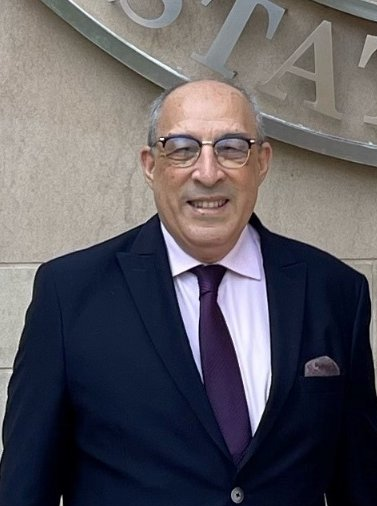
安萨里

阿卜杜勒卡德尔·安萨里（英語：Abdelkader El Ansari，1962年3月19日—），摩洛哥外交官，現任摩洛哥王國駐中華人民共和國大使。

## 生平
安萨里1962年3月19日出生於納祖爾。
安萨里任摩洛哥外交部亞洲和大洋洲事務司司長時就經常與中國打交道，多次訪問北京。2023年11月30日，安薩里被任命爲摩洛哥駐華大使。2024年2月4日抵華，8日遞交國書副本。